# Reener Ländchen

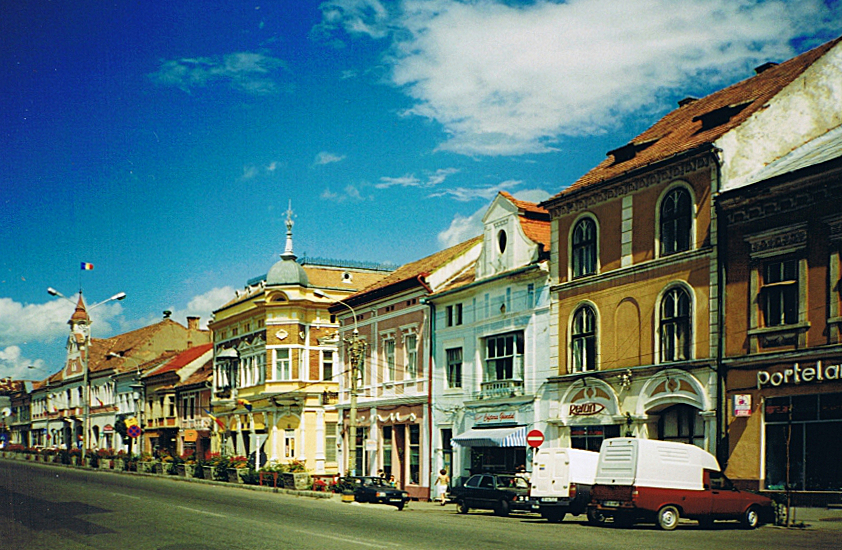
Reen (Sächsisch-Regen)

Das Reener Ländchen (rumänisch Ținutul Reghinului) ist eine historische Region im Norden von Siebenbürgen in Rumänien, direkt angrenzend an das Nösnerland (Țara Năsăudului), südlich von Bistritz. Sie hat ihren Namen von der Stadt Reen (Sächsisch-Regen).

## Geschichte
Das Reener Ländchen gehört zu den am frühesten von deutschen Kolonisten besiedelten Gebieten in Siebenbürgen. Die Ansiedlung begann noch im 12. Jahrhundert, allerdings gehörte es nie zum Rechtsgebiet des Königsbodens. Wirtschaftliches Zentrum der Region war der Marktflecken Sächsisch Regen, der sich zwar auf ungarischem Adelsboden befand, jedoch im Mittelalter eine Reihe von Sonderrechten bezüglich der Flößerei, Holzverarbeitung und Schnapsbrennerei besaß.
Das Reener Ländchen gehörte zunächst durchgängig zum Fürstentum Siebenbürgen, nach dessen Auflösung zum Kronland Siebenbürgen und ab 1867 zur ungarischen Reichshälfte von Österreich-Ungarn. 1920 gelangte es mit Siebenbürgen an das Königreich Rumänien. Während des Zweiten Weltkrieges kam das Reener Ländchen zusammen mit dem Nösnerland durch den Zweiten Wiener Schiedsspruch wieder an Ungarn. Als 1944 die Front nach Nordsiebenbürgen vorrückte, wurde die gesamte deutsche Bevölkerung von der deutschen Wehrmacht zur Flucht gezwungen. Nur ein Bruchteil der geflüchteten Siebenbürger Sachsen kehrte zurück bzw. war geblieben, so dass die Dörfer um Sächsisch Regen herum die ersten Zeit nach der Flucht fast menschenleer waren. Die meisten Flüchtlinge waren in Österreich untergekommen.
Die leeren Hofstellen wurden danach mit rumänischen Zuzüglern aus dem Altreich gefüllt. Die verbliebenen Siebenbürger Sachsen wanderten in den Jahrzehnten nach dem Krieg und schließlich ab 1989 so gut wie vollständig aus. Heute zählt nur noch die Stadt Sächsisch Regen eine nennenswerte Gemeinde (2007 ca. 200 Personen).

## Geographie
Das Reener Ländchen entspricht geographisch der Senke am östlichen Rand der Siebenbürgischen Heide am Oberlauf des Mieresch. Die Ebene wird von bis zu 700 m hohen Bergen umgeben, die mit Eichenwäldern bedeckt sind. Die Ebene selbst ist eher steppenartig.

## Wirtschaft
Besondere Bedeutung hatte im Reener Ländchen seit alters her der Obstbau, daneben Viehzucht und Forstwirtschaft; die gewöhnliche Landwirtschaft war nachrangig – all dies eher ungewöhnlich für eine Region der Siebenbürger Sachsen. In Deutsch-Zepling war der Anbau von Obst sogar so wichtig, dass die meisten Bauernhöfe keine Scheune besaßen.

## Historische Orte im Reener Ländchen
- Deutsch-Zepling
- Botsch
- Ludwigsdorf
- Obereidisch
- Niedereidisch
- Birk
- Sächsisch Regen
- Tekendorf
- Weilau